# Harry Ward
Harry Ward (Burton-upon-Trent, 13 juni 1997, woonplaats Swadlincote) is een voormalig Engelse darter die de toernooien van de PDC speelt.
Hij bereikte in 2015 de finale van het BDO Jeugd Wereldkampioenschap, waarin hij met 3-0 in de finale verloor van Colin Roelofs. In 2019 won Ward bij de PDC via Q-School een tourcard. In datzelfde jaar wist Ward voor een stunt te zorgen door een PDC Players Championship toernooi te winnen.
In 2020 maakte Harry Ward bekend een einde te maken aan zijn dartcarrière, omdat hij er niet genoeg plezier meer aan beleefde. Eind 2020 stopte Ward dan ook als professioneel darter.

## Resultaten op Wereldkampioenschappen

### PDC
- 2020: Laatste 64 (verloren van Simon Whitlock met 0–3)

### PDC World Youth Championship
- 2015: Laatste 64 (verloren van Ted Evetts met 4-6)
- 2016: Laatste 64 (verloren van Liam Devries met 1-6)
- 2017: Laatste 32 (verloren van Ronnie Roberts met 4-6)
- 2018: Kwartfinale (verloren van Callan Rydz met 5-6)
- 2019: Laatste 16 (verloren van Adam Gawlas met 2-6)
- 2020: Groepsfase (gewonnen van Adam Paxton met 5-2, verloren van Jarred Cole met 2-5)